# 1,2-Benzothiazol
1,2-Benzothiazol ist eine chemische Verbindung aus der Gruppe der Heterocyclen. Es ist das Schwefel-Analog zum Indoxazen.

## Gewinnung und Darstellung

### 1925 nach Stollé
1,2-Benzothiazol wurde erstmals 1925 von Robert Stollé synthetisiert. Das Edukt Thionaphthenchinon wurde dazu in einem ersten Schritt mit Wasserstoffperoxid in konzentriertem Ammoniak behandelt. Es bildete sich ein Carbonsäureamid des Benzothiazols. Das Amid wurde im zweiten Schritte mit Natronlauge verseift und die frei gewordene Carbonsäure im dritten Schritt durch Erhitzen auf 175 °C decarboxyliert. Das Produkt wird durch wiederholtes Destillieren isoliert.

### 1978 nach Weber et al.
Bei der Reaktion von 2-(Bromsulfanyl)benzaldehyd mit Ammoniak entsteht 1,2-Benzothiazol und stöchiometrische Mengen von Ammoniumbromid.

## Eigenschaften
1,2-Benzothiazol hat einen Bittermandel-ähnlichen Geruch.

## Externe Links zu erwähnten Verbindungen
1. ↑  Externe Identifikatoren von bzw. Datenbank-Links zu 2-(Bromsulfanyl)benzaldehyd:  CAS-Nr.: nicht vergeben, PubChem: 21855717, ChemSpider: 10584858, Wikidata: Q112660716.